# Tansel Akzeybek
Tansel Akzeybek (* 1978 in Berlin) ist ein deutscher Tenor türkischer Abstammung.

## Leben
Tansel Akzeybek wurde in Berlin geboren. Mit fünf Jahren kehrte er gemeinsam mit seiner Familie zurück in deren Heimatstadt Izmir. Akzeybek sprach zur damaligen Zeit kein Türkisch und musste mit seiner Großmutter üben, um dort in der Schule mitzukommen. Bis zu seinem 14. Lebensjahr spielte er in der Jugendmannschaft des Vereins Altay İzmir. Nachdem seine Eltern sein Talent als Sänger erkannt hatten, erhielt Akzeybek Gesangsunterricht an einer privaten Musikschule, und zudem schenkte ihm sein Vater ein Keyboard. Mit 15 Jahren wurde Akzeybek Hochzeitssänger. Akzeybek bestand die Aufnahmeprüfung am staatlichen Dokuz-Eylül-Konservatorium von Izmir mit der maximalen Punktzahl und begann dort ein Gesangsstudium. In dieser Zeit trat Akzeybek auch im Musikkorps der Armee bei Staatsbesuchen auf. Mit 18 besuchte er mit Jules Massenets Werther zum ersten Mal eine Opernvorstellung. Mit 19 wurde Akzeybek Mitglied des Opernchores und sang 1998 als Erster Gefangener in Beethovens Fidelio sein erstes Solo. Nach seinem Studienabschluss wurde Akzeybek an der Oper von Izmir engagiert. Da er für sich in seiner Heimat nur wenig weitere Entwicklungsmöglichkeiten sah, weil es dort keine eigenständige Operntradition gebe, folgte er dem Rat eines befreundeten Hornisten, der gelegentlich bei den Berliner Philharmonikern arbeitete, und zog 2004 von Izmir nach Lübeck, obwohl er nach eigenen Aussagen kein Wort Deutsch mehr sprach. In Deutschland studierte Akzeybek drei Semester an der Musikhochschule Lübeck bei Anke Eggers und nach seinem Diplom in den Meisterklassen bei Lia Lantieri, Katia Ricciarelli und René Kollo. 2009 war er Stipendiat des Richard Wagner-Verbands in Bayreuth. Es folgten Engagements in Dortmund, Bonn, Salzburg und schließlich Berlin, wo er unter anderem als Ensemblemitglied der Komischen Oper den Tamino in der Zauberflöte und den Tony in der West Side Story sang.
Seit 2013 ist Akzeybek deutscher Staatsbürger. Ab 2014 kehrte er für kurze Zeit nach Izmir zurück, wo er 2015 bei der Uraufführung einer von Murat Göksu inszenierten Harry-Potter-Oper der Mozart-Akademie die Titelrolle sang. Am 25. Juli 2015 eröffnete Akzeybek in seiner Rolle eines jungen Seemanns in Tristan und Isolde in der Neuinszenierung von Katharina Wagner als erster türkischstämmiger Sänger die Bayreuther Festspiele.
Akzeybek lebt mit seiner Frau, einer Pianistin, in Berlin.